# Каширин, Евгений Николаевич
Евге́ний Никола́евич Каши́рин (31 мая 1949 — 29 июня 2007) — почётный гражданин Рязани, краевед, на протяжении многих лет самостоятельно собиравший городскую фотолетопись. Внук касимовского священника Евгения Пищулина, расстрелянного в 1937 году.
В 1968 году закончил Московскую среднюю художественную школу при Институте живописи им. Сурикова. Затем учился на историческом факультете Рязанского педагогического института.
В течение 20 лет работал руководителем детской фотостудии при городской станции юных техников, преподавал в Рязанском художественном училище и Рязанском государственном университете им. Есенина.
С 14 лет начал заниматься фотографией. В 1967 году — член фотостудии «Мещера», а в 1977 году один из основателей городского фотоклуба «Ока». Участник и призёр многочисленных областных, всероссийских, всесоюзных и международных фотовыставок.
В 1989 году один из создателей Рязанского отделения правозащитного общества «Мемориал», член его первого правления.
В 1995 году Евгению Каширину присвоено звание Заслуженный работник культуры Российской Федерации.
Свой богатейший фотоархив Евгений Каширин систематизировал и передал в Государственный архив Рязанской области.
Умер 29 июня 2007 г., похоронен на Скорбященском кладбище г. Рязани.